# Ponent Mon
Ponent Mon fue una editorial de cómics con sede en Rasquera (Tarragona). Fue fundada por Amiram Reuveni y Paco Camarasa en el año 2003.

## Desarrollo
Publicó la obra de autores de la tendencia conocida como La nouvelle manga, un cruce de la tradición europea de historieta con los exponentes más adultos del manga japonés y que tenía en Frédéric Boilet o Nicolas de Crécy algunos de sus máximos exponentes.
Desde entonces, su abanico se ha abierto y ha editado también autores de otros estilos, como Patrick Prugne, buena parte de los trabajos de uno de los inspiradores del género, Jiro Taniguchi, las obras de ninotaires japoneses de vanguardia como Hideo Yamamoto o clásicos del cómic estadounidense como el Cerebus. La gran mayoría del fondo editorial está en castellano. Editó en 2007 el volumen Barrio Lejano de Jiro Taniguchi en catalán.